# Lokale vegetatietypologie
Met een lokale vegetatietypologie (in de vegetatiekunde vaak kortweg lokale typologie genoemd) wordt een typologie van vegetatietypen bedoeld voor een specifiek (natuur)gebied of een specifieke groep van verwante, dicht bij elkaar liggende gebieden. De eenheden die gebruikt worden in lokale vegetatietypologieën zijn vaak specifieker toegespitst dan die in de landelijke (formele) vegetatietypologie (syntaxonomisch overzicht), zoals in Nederland de Revisie Vegetatie van Nederland. Het gaat bij lokale vegetatietypologiën dus vaak om niet-landelijk onderscheiden vegetatietypen, waaronder varianten en (tussen)vormen lager dan bijvoorbeeld de rang van subassociatie.
Lokale vegetatietypologieën worden opgesteld tijdens vegetatiekarteringen.

## Vertaalslagen
Lokale vegetatietypologieën zijn altijd voorzien van zogenaamde 'vertaalslagen' ofwel 'vertalingen' naar het formele syntaxon uit de landelijke typologie waartoe een lokaal vegetatietype gerekend kan worden. Vervolgens kan men via het landelijk onderscheiden syntaxon een vertaalslag maken naar een Natura2000-habitattype of een landelijk beheertype.